# Муњано (Витербо)
Муњано је насеље у Италији у округу Витербо, региону Лацио.
Према процени из 2011. у насељу је живело 118 становника. Насеље се налази на надморској висини од 121 м.